# 福伊·德雷珀
福伊·德雷珀（英語：Foy Draper，1911年11月26日—1943年2月1日），美国男子田径运动员，主攻短跑。他曾代表美国参加1936年夏季奥林匹克运动会田径比赛，获得男子4×100米接力金牌。